# Equipo de Copa Davis de Siria
El equipo de Copa Davis de Siria es el representativo de dicho país en máxima competición internacional a nivel nacional de tenis. Se encuentra en la Zona de Asia y Oceanía 2.

## Primer debut de Siria en la Copa Davis
Siria debutó por primera vez en la Copa Davis en 1986. El primer encuentro fue de Grecia contra Siria el 9, 10 y 11 de mayo de 1986 en el que Siria quedó eliminada, el equipo designado por la federación nacional estuvo compuesto por los jugadores:
- Adnan-Mohammed Al Saadi (capitán y jugador, dobles).
- Shoukri Srourian (jugador, individuales).
- Dawood Dawoodian (jugador, individuales).
- Nasser Al Raai (jugador, dobles).

## Plantilla actual
- Issam Haitham Taweel
- Marc Abdulnour

## Estadísticas
El jugador más joven en jugar para Siria en la Copa Davis fue Rabí Bouhassoun, con 15 años y 212 días.
El jugador más viejo en jugar para Siria en la Copa Davis fue Jehad Sheet, con 41 años y 159 días.
El partido más largo en la historia de Siria en la Copa Davis duró 4 horas y 22 minutos, el 9 de febrero de 2001. El malayo Selvam Veerasingam derrotó al sirio Rabí Bouhassoun 7-5 6-4 2-6 6-3.